# Aorist
L'aorist (del grec: ἀόριστος / 'no limitat') és un temps verbal i un aspecte que es troba en certes llengües indoeuropees com el sànscrit, el serbi, el croat, el búlgar, el txec antic o el grec antic (i modern). No existeix tal temps en llatí, tot i que el perfet llatí prové de l'aorist. És de l'indoeuropeu d'on prové l'aorist: és de fet un dels tres temes morfològics fonamentals d'aquesta llengua i de les seves descendents més arcaiques (el grec antic i el sànscrit). Al principi, l'aorist no denotava cap valor temporal, sinó un aspecte anomenat «zero» (o «perfectiu»), és a dir, que el procés verbal (l'«acció») és representat sense referència a la seva durada. S'oposa, doncs, directament a l'imperfectiu (present i imperfet) i, en grec antic, a l'estàtic, que presenta el procés com un resultat present d'una acció passada (temes de perfet i de plusquamperfet). L'aorist, tanmateix, ha anat adquirint un valor temporal acabat (passat), això es constata bé al grec antic, on és el cas al mode indicatiu només. Llavors, l'aorist esdevé un aspecte. En sànscrit també denota un procés acabat a més del seu valor de constatació d'un fet.